# Vue sur mer
Cet article concerne la disposition architecturale. Pour le film, voir Vue sur mer (film).
Une vue sur mer est une disposition architecturale et urbanistique permettant de voir ou d'apercevoir la mer depuis un bien immobilier donné, notamment par le biais d'une fenêtre ou d'une terrasse sans vis-à-vis. Le fait qu'elle augmente sensiblement la valeur de ce bien favorise le bétonnage du littoral en incitant les promoteurs à développer des projets à proximité des côtes et présentant sur celles-ci des façades imposantes.

## Label Vue sur mer
Le « label » Vue sur mer, qui n'est pas vraiment un label mais une mention et une marque déposée à l'INPI, est accordé par l'Association Vue sur mer à des hébergements et restaurants dans toute la France (métropole et outre-mer) à condition qu'ils offrent une vraie vue mer de face (voir les normes du label). Les hôtels, locations de vacances et campings répondant aux critères du label sont répertoriés dans un guide mis à jour chaque année et disponible librement sur le Net : www.vuesurmer.fr. 

L'association Vue sur Mer, composée de professionnels du tourisme et d'usagers, a pour but d’informer sur le patrimoine touristique et culturel des destinations de bord de mer et de promouvoir la destination France, côté mer. 